# Die Another Day (chanson)
Pour les articles homonymes, voir Die Another Day (homonymie).
Singles de Madonna
What It Feels Like for a Girl
(2001) American Life
(2003)
Chansons de James Bond
The World Is Not Enough
(1999) You Know My Name
(2006)
Die Another Day est une chanson interprétée par Madonna, composée et écrite par Madonna et Mirwais Ahmadzaï. L'instrumentation des cordes fut dirigée par Michel Colombier. La chanson fut publiée le 22 octobre 2002 par Warner Bros. Records  comme premier extrait de la bande sonore du long métrage Meurs un autre jour des studios MGM. Elle fut subséquemment publiée à même l'album American Life au printemps 2003.

## Informations
La chanson coécrite et coproduite par Madonna et Mirwais Ahmadzai contient des arrangements écrits par Michel Colombier, le single aura passé onze semaines classé numéro un des ventes de singles aux États-Unis. Die Another Day est aussi le premier single issu d'une bande originale de James Bond qui ait connu un fort succès depuis Dangereusement vôtre (A View to a Kill) dans les années 1980.
Les points de vue critiques sur la chanson diffèrent. Si bien que le titre fut nommé pour un Golden Globe ainsi que pour Golden Raspberry Award pour la pire chanson de film en 2002 et classé neuvième lors d'un sondage officiel pour le programme télévisé : "James Bond's Greatest Hits", un classement des meilleurs thèmes musicaux de la série diffusée sur Channel 4, sur un public alors âgé de 24 ans au moins.
Aucune des mélodies de Die Another Day n'a été utilisée par David Arnold dans le développement des thèmes musicaux du film ; en revanche, les arrangements du remix Dirty Vegas 
peuvent être entendus pendant une seule scène du film. Certains remixes contiennent des phrases parlées supplémentaires de la chanteuse tel que I need to lay down (j'ai besoin de m'étendre).

## Vidéoclip
La vidéo promotionnelle fut réalisée par Traktor, une boîte cinématographique suédoise, et filmée du 22 au 27 août 2002 au Hollywood Center Studios en Californie. En continuité avec la tendance violente de clip de What It Feels Like for a Girl, on y voit Madonna subissant une scène de torture dans une prison nord-coréenne avant d'être attachée à une chaise électrique, on peut y voir des éclaboussures de sang et de nombreux signes d'extrême violence physique (le clip sera même censuré sur la chaîne MTV et un filtre opaque sera apposé sur les images heurtant la sensibilité), il s'agit en fait d'une reproduction de la scène d'ouverture du film, pendant ce temps, dans son subconscient représenté par une Madonna noire et une autre blanche se confrontant avec des armes (similaires à celles de la scène entre James Bond et Gustav Graves), rendant ainsi hommage aux anciens films, des haches, des fleurets, des chapeaux à rasoirs (un hommage au personnage de Oddjob dans Goldfinger) et finalement un fusil-harpon qui donnera le coup fatal (la Madonna sombre meurt de la même façon que Miranda Frost dans le film). 
La scène de lutte est tournée dans un pseudo-musée contenant différents objets liés à l'univers de James Bond, tel le mannequin en or (référence au personnage de Shirley Eaton dans Goldfinger) et inspirée du combat dans le musée de verre dans Moonraker. La vidéo se termine par l'évasion de la chanteuse laissant derrière elle la chaise fumante avec l'inscription en hébreu « לאו » (pouvant être interprétée comme « liberté », « fuite » ou un des « 72 noms de dieu » utilisé par la Kabbale).
D'un point de vue général, la vidéo emploie deux styles, Tracktor dira que "la vidéo requiert deux visuels, l'un pour le duel est brillant, stylisé et avait besoin d'être le plus lumineux possible pour conserver chaque détail, l'autre visuel, plus cru, plus sale pour la chambre de torture et sa chaise électrique". En raison des effets spéciaux, la vidéo fait partie des plus chères réalisées pour Madonna, coûtant plus de six millions de dollars. Traktor explique que, pour diverses raisons, il y a des effets spéciaux dans presque toutes les scènes.
En France, la chaîne Trace Urban le diffuse avec une signalétique «Déconseillé aux moins de 10 ans ».
- Directeur : Traktor
- Producteur : Jim Bouvert
- Directeur de la photographie : Harris Savides
- Montage : Rick Russell
- Compagnie productrice : Traktor TM

## Versions
1. Album Version (4:27)
2. Radio Edit (3:30)
3. Dirty Vegas Main Mix (10:10)
4. Dirty Vegas Main Dub (9:10)
5. Dirty Vegas Radio Edit* (4:24)
6. Thunderpuss Club Mix (9:26)
7. Felix da Housecat/Thee RetroLectro Mix (7:00)
8. Felix da Housecat/Thee RetroLectro Radio Edit* (3:41)
9. Felix da Housecat/Thee Die Another Dub* (8:33)
10. Brother Brown Bond-Age Club (7:51)
11. Brother Brown Bond-Age Dub* (7:19)
12. Brother Brown Bond-Age Radio Edit* (3:36)
13. Deepsky Mix (7:29)
14. Deepsky Dub* (7:35)
15. Deepsky Radio Edit* (4:12)
16. Calderone & Quayle Afterlife Mix (8:52)
17. Calderone & Quayle Afterlife Dub* (10:08)
18. Richard "Humpty" Vission Electrofried Mix (6:02)
19. Richard "Humpty" Vission Electrofried Radio Edit* (3:36)
20. DJ Tiësto Mix** (10:13)
21. Roger Sanchez Tribal Mix**
22. Instrumental Version**

*= Non disponible à la vente **= Inédit

## Interprétations scéniques
Die Another Day est la chanson de l'album American Life figurant le plus souvent au registre de ses tournées mondiales. La première interprétation scénique du tube se déroule durant le troisième acte du Re-Invention Tour en 2004. En costume de cabaret, Madonna interprète une version remaniée de la chanson en dansant du tango alors qu'une vidéo en arrière-plan anime différentes photographies de Rayons X. Durant le Sticky & Sweet Tour de 2008-2009, Die Another Day n'est pas directement interprété, mais une vidéo de Madonna réalisée par Tom Munro où la chanteuse chante sur une arène de boxe est jouée alors que deux danseurs se livrent à une chorégraphie inspirée par ce sport. Cette vidéo qui compose la première interlude du spectacle utilise une version remixée de la chanson en plus d'être agrémentée de voix du jeu vidéo Mortal Kombat. En 2012, lors de la tournée MDNA Tour, Madonna chante Beautiful Killer sur l'instrumentation de Die Another Day lors du seul spectacle donné à l'Olympia de Paris. La chanson est interprétée dans son intégralité lors du Celebration Tour de la chanteuse, en 2023 et 2024. 

## Classements, volumes et certifications
Die Another Day fut classé à la huitième position du Top 100 du Billboard magazine, la référence du classement musical américain. Le Maxi-Single trôna à la première position des ventes de singles américains pendant onze semaines consécutives. Selon le site Mediatraffic le titre s'est vendu à 3 487 000 exemplaires en 2002 et à 3 154 000 exemplaires en 2003. 

### Classements mondiaux
| Pays                        | Meilleure Position                | Volume                     | Certification |
| --------------------------- | --------------------------------- | -------------------------- | ------------- |
| Allemagne (Top 100)         | 4 (14 semaines)                   | —                          | —             |
| Argentine                   | 16 (22 semaines)                  | —                          | —             |
| Australie ARIA (Top 50)     | 5 (14 semaines)                   | 35 000                     | Or            |
| Autriche (Top 75)           | 2 (14 semaines)                   | —                          | —             |
| Belgique (Nl - Fr)          | 7 (16 semaines) - 9 (15 semaines) | 15 000                     | Or            |
| Brésil (Top 100)            | 6 (20 semaines)                   | —                          | —             |
| Canada (Top 50)             | 1 (8 semaines)                    | 50 000                     | Or            |
| Espagne (Top 20)            | 1 (4 semaines)                    | —                          | —             |
| États-Unis (Top 100)        | 8 (17 semaines)                   | 184 000 (ventes digitales) | —             |
| Europe (Top 100)            | 3 (15 semaines)                   | —                          | —             |
| Finlande (Top 20)           | 4 (12 semaines)                   | —                          | —             |
| France (Top 100 singles)    | 15 (17 semaines)                  | 100 000                    | Argent        |
| France (Midprice)           | 1 (2 semaines)                    | —                          | —             |
| Grèce                       | 2 (24 semaines)                   | 10 000                     | Or            |
| Hongrie                     | 2 (16 semaines)                   | —                          | —             |
| Irlande (Top 50)            | 9 (11 semaines)                   | —                          | —             |
| Israël (Top 50)             | 1                                 | —                          | —             |
| Italie (Top 50)             | 1                                 | —                          | —             |
| Japon (Top 100)             | 9                                 | —                          | —             |
| Norvège                     | 6 (12 semaines)                   | —                          | —             |
| Nouvelle-Zélande (Top 50)   | 22                                | —                          | —             |
| Pays-Bas (Top 100)          | 5 (13 semaines)                   | —                          | —             |
| Pays-Bas (Top 40)           | 4                                 | —                          | —             |
| Portugal                    | 1                                 | —                          | —             |
| République tchèque (Top 40) | 11 (23 semaines)                  | —                          | —             |
| Roumanie (Top 100)          | 1                                 | —                          | —             |
| Royaume-Uni (Top 200)       | 3 (33 semaines)                   | —                          | —             |
| Slovaquie                   | 7 (17 semaines)                   | —                          | —             |
| Suède (Top 60)              | 4 (17 semaines)                   | —                          | —             |
| Suisse (Top 100)            | 4 (19 semaines)                   | —                          | —             |

### Classements américains
| Billboard États-Unis                         | Meilleure Position |
| -------------------------------------------- | ------------------ |
| Billboard Hot 100                            | 8 (17 semaines)    |
| Adult Top 40                                 | 23                 |
| Billboard Hot Dance Music/Club Play          | 1                  |
| Billboard Hot Dance Music/Maxi-Singles Sales | 1                  |
| Billboard Rhythmic Top 40                    | 22                 |
| Billboard Top 40 Mainstream                  | 4                  |
| Billboard Top 40 Tracks                      | 8                  |
| Billboard Hot Dance Singles Sales            | 1                  |

### Airplay
| Airplay                  | Meilleure Position |
| ------------------------ | ------------------ |
| Chili (Radio Los40)      | 14 (2 semaines)    |
| Croatie (Radio Otvoreni) | 1 (2 semaines)     |
| Lettonie (Radio)         | 1 (1 semaine)      |
| Liban (Radio One)        | 1 (3 semaines)     |
| Lituanie (Radio Laluna)  | 2 (14 semaines)    |
| Mexique (Radio Alfa)     | 4 (16 semaines)    |
| Moldavie (Radio Nova)    | 1 (2 semaines)     |
| Roumanie (Radio Contact) | 1 (2 semaines)     |
| Russie (Radio Maximum)   | 1 (8 semaines)     |
| Slovénie (RTV Slovenija) | 1 (4 semaines)     |
| Taïwan (MTV Chinese)     | 1 (3 semaines)     |